# HAИNAH
HAИNAH（はんな）は日本のシンガーソングライター。1979年生まれ。

## 概要
子供の頃からモデルとして活動。1999年にモデル活動を休止して音楽活動を開始。2003年にフジテレビ「SDM発i」のオーディションコーナー「DIVAを探せ」に応募。認められたのが切っ掛けで2004年5月にコロムビアミュージックエンタテインメントよりデビュー。

## ディスコグラフィー

### シングル
1. 桃色前線/Mother（2004年5月19日）
  1. 桃色前線
  2. Mother
2. 秋思符（2004年10月20日）
  1. 秋思符
  2. 夢界人